# Cromofobia
Cromofobia (también conocido como cromatofobia o cromatofobia) es un persistente miedo irracional o aversión a los colores y es usualmente una respuesta condicionada. Mientras que las fobias clínicas al color son raras, los colores generalmente pueden provocar respuestas hormonales y reacciones psicológicas.
La Cromofobia también puede referirse a una aversión al uso que se le da a un color, para productos o para el diseño. Dentro de la biología celular, "células cromofobicas" son una clasificación de células, que no atraen hematoxilina, y se le relaciona con la cromatólisis.
Existen nombres que significan el miedo a un color específico, como el término de erytrofobia para el miedo al rojo y leukofobia para el miedo al blanco. Un miedo al color rojo puede ser asociado con el miedo a la sangre.
En su libro Cromofobia  publicado en el año 2000, David Batchelor explica que en la cultura Occidental, el color a menudo es tratado como un término de corrupción, foráneo o superficial. Michael Taussig señala que la aversión cultural al color puede encontrarse desde hace miles de años, con lo que Batchelor señala la importancia que Aristóteles daba a la línea sobre el color.
En un estudio, se encontró que las crías de la tortuga Caretta caretta tienen aversión a las luces amarillas, con lo que se piensa que las usan como una característica para ayudarse a orientarse ellas mismas hacia el océano. El eperlano de sal mediterráneo, Atherina hepsetus, ha demostrado una aversión a los colores rojos situados en un lado de un tanque de agua, mientras que investiga los otros objetos de diferentes colores. En otros experimentos, los gansos han condicionado reacciones negativas a alimentos de colores particulares, aunque las reacciones no fueron observadas con los colores del agua.
El personaje del título en la película de Alfred Hitchcock, Marnie, tiene una aversión al color rojo causado por un trauma que tuvo durante la niñez. Hitchcock lo presenta por medio de técnicas de expresiones, tales como un baño de rojo coloreando un close up de Marnie.